# Cabalette
La cabalette (en italien cabaletta) est une brève pièce de chant, insérée dans un ouvrage lyrique, dont l'effet repose sur le retour uniforme du même motif rythmique.
On cite comme l'un de ses plus anciens exemples l'air La bella imagine, dans Paride e Elena de Gluck (1770). Mais la vogue de la cabalette fut surtout assurée par les opéras de Rossini, Donizetti, Bellini, Meyerbeer ou encore Pacini.
On appela ensuite « cabalette » à la strette, ou partie finale avec ensemble, des duos d'opéras italiens, et notamment ceux de Verdi.

## Quelques cabalettes
Rossini :
- A tali accenti in seno (Il viaggio a Reims)

- Non più mesta accanto al fuoco (La Cenerentola)

Donizetti :
- Spargi d’amaro pianto (Lucia di Lammermoor)
- La pietade in suo favore (Lucia di Lammermoor)
- Se tradirmi tu potrai (Lucia di Lammermoor)
- Al ben de' tuoi qual vittima (Lucia di Lammermoor)
- Prendi, per me sei libero (L'elisir d'amore)
- Salut à la France (La fille du régiment)

Bellini :
- Ah, non giunge uman pensiero (La Sonnambula)

- Ah bello, a me ritorna (Norma)
- Vien diletto, in ciel è la luna (I Puritani)
- Suoni la tromba e intrepido (I Puritani)

Verdi :
- Salgo già del trono aurato (Nabucco)
- Sì vendetta, tremenda vendetta (Rigoletto)
- Sempre libera degg'io (La Traviata)
- Di quella pira (Il Trovatore)
- Tu vedrai che amore in terra (Il Trovatore)
- È gettata la mia sorte (Attila)